# Goossen van der Weyden

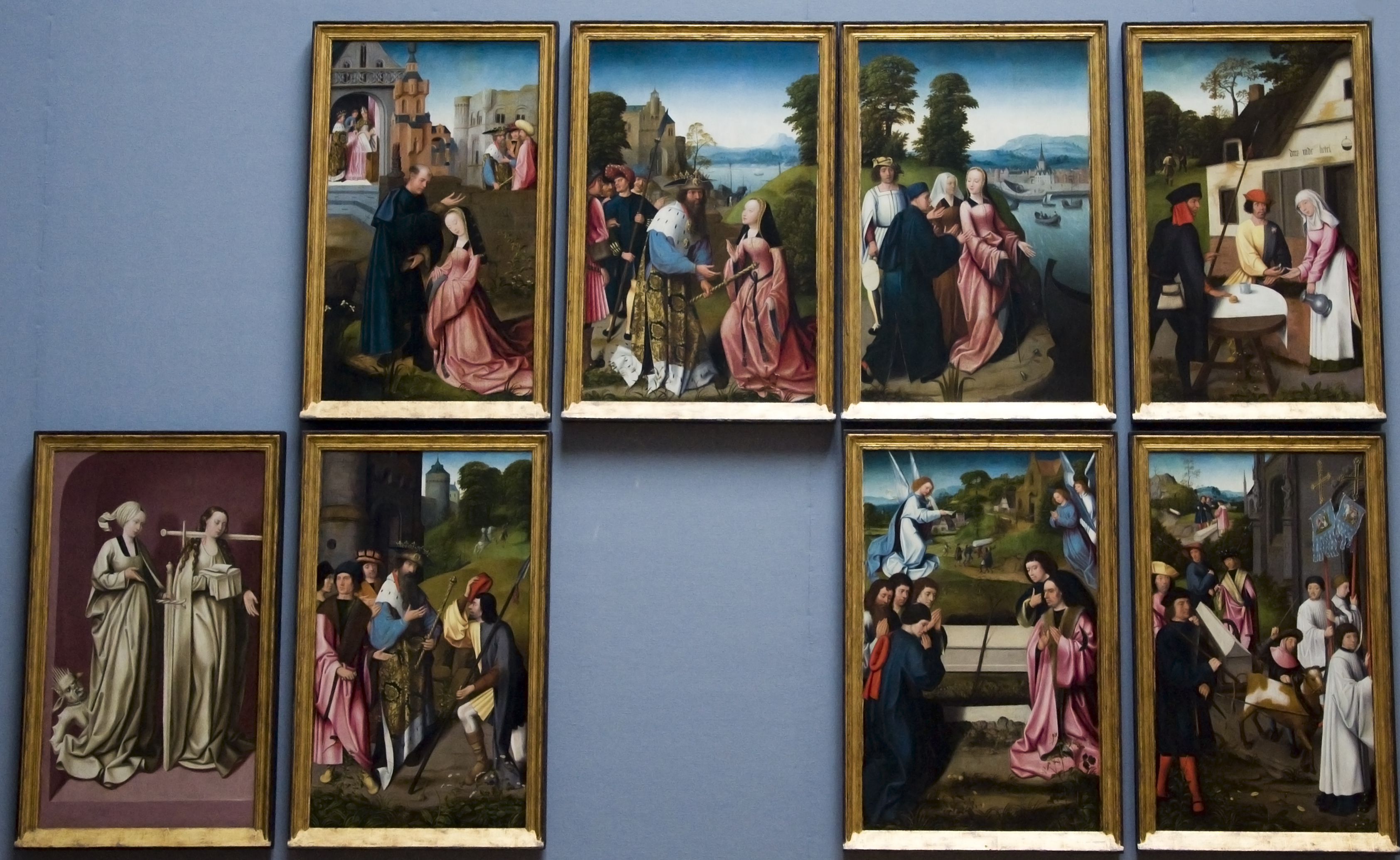
Szenen aus dem Leben der heiligen Dymphna (um 1505). Ehemals Abtei Tongerlo, heute The Phoebus Foundation

Goossen van der Weyden (* ca. 1465 in Brüssel; † nach 1538 in Antwerpen), auch Goswin van der Weyden, war ein niederländischer Maler.

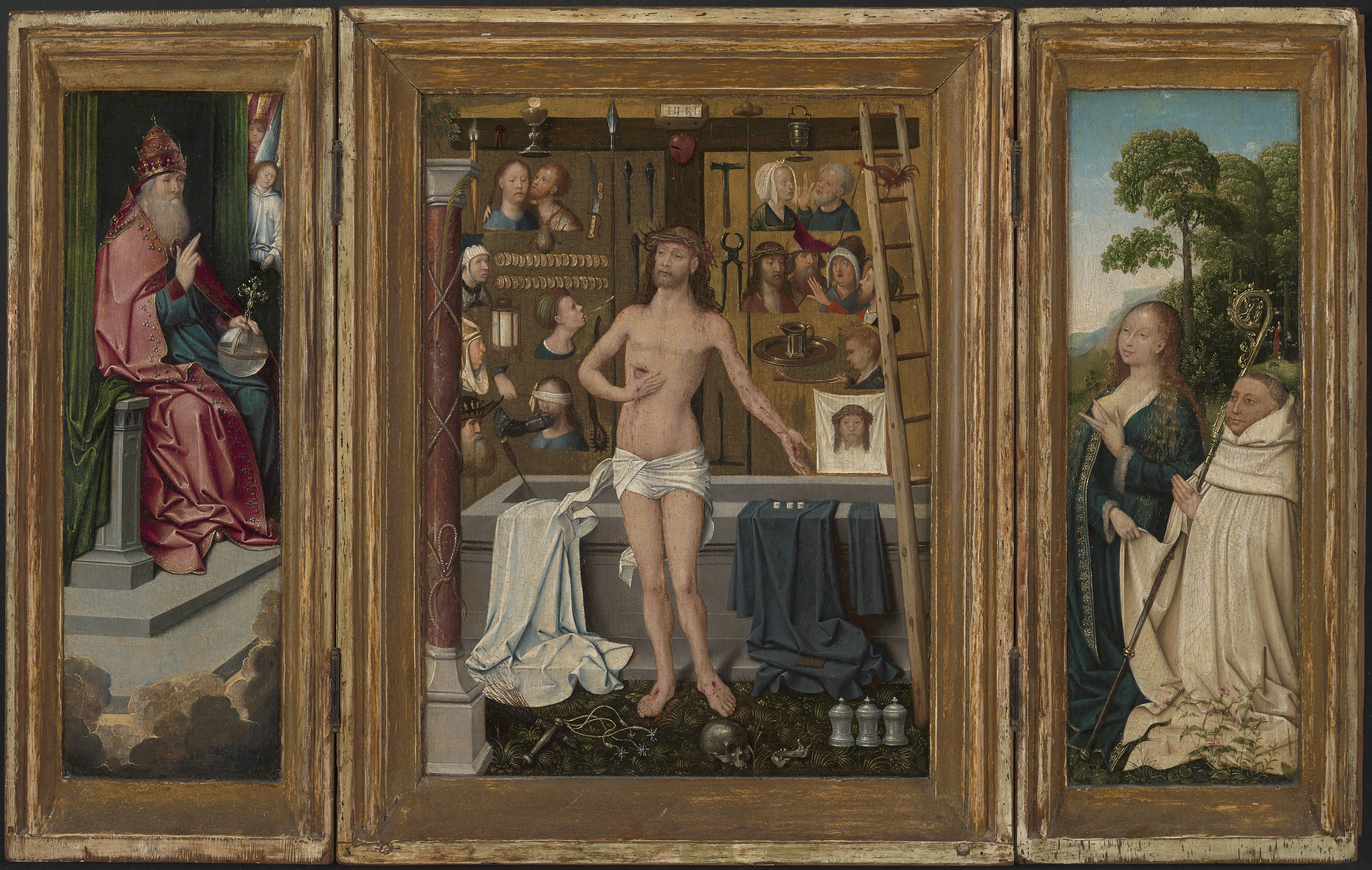
Triptychon von Antonius Tsgrooten (um 1507). Ehemals Abtei Tongerlo, heute Antwerpen, Königliches Museum der Schönen Künste

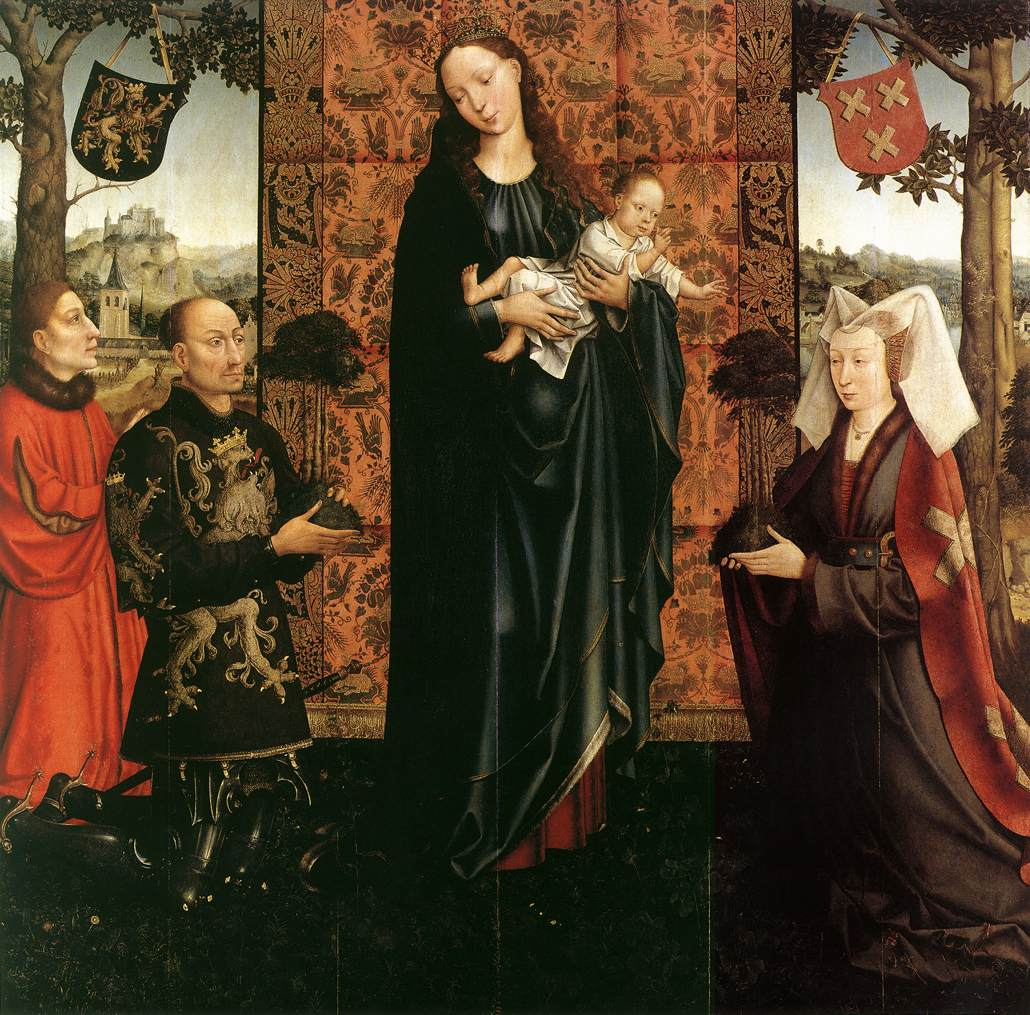
Madonnenbild mit Stiftern (um 1513). Ehemals Abtei Tongerlo

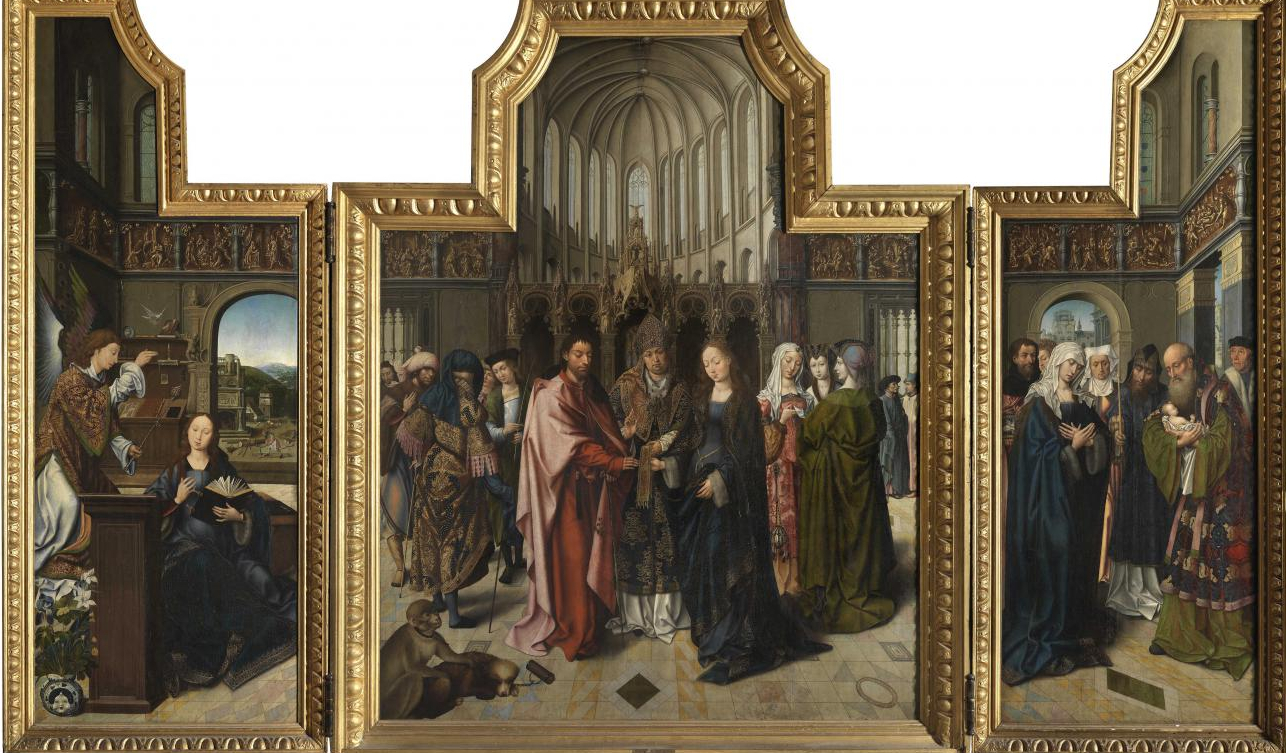
Colibrant-Triptychon (um 1517). Lier, Sint Gummaruskerk

## Leben
Goossen van der Weyden war ein Enkel von Rogier van der Weyden. Pieter van der Weyden (* 1437; † 1484), der Sohn Rogiers und Vater Goossens, hatte die Brüsseler Werkstatt 1464 von Rogier geerbt. Goossen arbeitete vermutlich in der Werkstatt seines Vaters bis 1492, als er nach Lier zog, wo er die Orgeltüren von Sint Gummaruskerk malte. Er führte eine erfolgreiche Werkstatt in Lier und erwarb 1498 bereits ein großes Haus. Zu dieser Zeit muss sein Ruhm schon weit über Lier hinausgereicht haben, da er bereits ein Jahr darauf das Bürgerrecht von Antwerpen erwarb. Um 1500 verlegte Goossen seine Werkstatt nach Antwerpen, vermutlich wegen der vielen reichen Käufer und einflussreichen Patrone. Dort wurde er Mitglied der Lukasgilde und beschäftigte in seiner Werkstatt zwischen 1503 und 1522 mindestens acht Lehrlinge.
Dank seines charakteristischen Stils und der gut dokumentierten Aufträge kann Goossens Karriere vergleichsweise leicht verfolgt werden.

## Werke (Auswahl)
- Flügel des Passionsaltars (um 1490) in der Sint-Dimpnakerk in Geel
- Orgelverkleidung (um 1492) in der Sint Gummaruskerk in Lier
- Leben der Heiligen Dymphna aus der Abtei Tongerlo (um 1505), heute The Phoebus Foundation
- Triptychon des Antonius Tsgrooten aus der Abtei Tongerlo (um 1507), heute Antwerpen, Königliches Museum der Schönen Künste
- Madonnenbild mit Stiftern aus der Abtei Tongerlo (um 1513)
- Colibrant-Triptychon (um 1517) in der Sint Gummaruskerk in Lier
- Kreuzigungstriptychon (1. Viertel des 16. Jahrhunderts), Dijon, Musée des Beaux-Arts
- Fons Pietatis, Göteborg, Kunstmuseum
- Darbringung im Tempel mit den Heiligen Antonius und Franziskus, Lissabon, Museu Nacional de Arte Antiga